# یواس‌اس ال ای دمسی (اس‌پی-۱۲۳۱)
یواس‌اس ال ای دمسی (اس‌پی-۱۲۳۱) (به انگلیسی: USS L. A. Dempsey (SP-1231)) یک کشتی بود که طول آن ۶۲ فوت ۶ اینچ (۱۹٫۰۵ متر) بود. این کشتی  در سال ۱۸۹۰ ساخته شد.